# Super Heli
Super Heli es un juego de tragamonedas desarrollado por Expanse Studios, una subsidiaria de Golden Matrix Group Inc. El juego fue lanzado en junio de 2024.

## Características del juego
- Dinámica: Super Heli Combina la mecánica clásica de las tragamonedas con elementos modernos como símbolos scatter y comodines, ofreciendo a los jugadores una variedad de opciones durante el juego.
- Diseño del juego: El juego cuenta con 5 carretes, 4 filas y 100 líneas de pago, lo que permite a los jugadores realizar diversas combinaciones para obtener posibles ganancias.
- Simplicidad: El juego se centra en la mecánica básica de las tragamonedas sin funciones de bonificación complejas, con el objetivo de atraer a los fanáticos de los juegos de tragamonedas tradicionales.

## Sobre las empresas

##### Estudios de extensión
Expanse Studios es una empresa fundada en 2017, especializada en el desarrollo de diversos juegos, incluidos juegos de tragamonedas, juegos de mesa y juegos de casino sociales. Como parte de Golden Matrix Group Inc., el estudio se centra en crear soluciones innovadoras y entretenidas para jugadores de todo el mundo.

##### Grupo Golden Matrix Inc.
Golden Matrix Group Inc. ofrece servicios B2B y B2C en la industria del juego y opera en mercados internacionales. Como parte de Golden Matrix Group, Expanse Studios contribuye al desarrollo y la expansión de los juegos a través de la innovación y la calidad de sus productos.